# Codriophorus acicularis
Codriophorus acicularis là một loài Rêu trong họ Grimmiaceae. Loài này được (Hedw.) P. Beauv. mô tả khoa học đầu tiên năm 1823.